# Барајево
Барајево је насеље у Србији у градској општини Барајево у Граду Београду. Према попису из 2022. има 8.967 становника (према попису из 2011. било је 9.158 становника).
Указом Краља од 16. новембра 1921. године насеље је добило статус варошице.
Овде се налазе Црква Светог Саве у Барајеву, Црква Светог Николе у Барајеву, Библиотека „Јован Дучић” (Барајево), Железничка станица Барајево и Стара механа у Барајеву.

Овде се налазе Запис Николића храст (Гунцати), Запис Петковића храст (Барајево), Запис храст у центру (Барајево), Запис крушка код цркве (Барајево) и Запис Ивковића крушка (Барајево).

## Култура и образовање
У Барајеву се налази Основна школа „Кнез Сима Марковић“, која осим главне школе у Барајеву има и 14 подручних школа, истурених одељења, у околним насељима. Школа је 2013. године имала укупно 1536 ученика.
Нова школа је била освећена 1939, а исте године су још две биле доведене под кров.

## Демографија
У насељу Барајево живи 6.725 пунолетних становника, а просечна старост становништва износи 39,9 година (38,8 код мушкараца и 41,0 код жена). У насељу има 2.789 домаћинстава, а просечан број чланова по домаћинству је 2,98.
Ово насеље је великим делом насељено Србима (према попису из 2002. године), а у последња три пописа, примећен је пораст у броју становника.
|             | \| Демографија[4] \| Демографија[4] \| Демографија[4] \| \| Година \| Становника \| Становника \| \| -------------- \| -------------- \| -------------- \| \| 1948. \| 3.001 \| \| \| 1953. \| 3.361 \| \| \| 1961. \| 3.386 \| \| \| 1971. \| 3.519 \| \| \| 1981. \| 4.225 \| \| \| 1991. \| 6.243 \| 6.113 \| \| 2002. \| 8.325 \| 8.527 \| \| 2011. \| 9.158 \| \| \| 2022. \| 8.967 \| \| |            |
| Демографија | |            |
| Година      | Становника | Становника |
| 1948.       | 3.001 |            |
| 1953.       | 3.361 |            |
| 1961.       | 3.386 |            |
| 1971.       | 3.519 |            |
| 1981.       | 4.225 |            |
| 1991.       | 6.243 | 6.113      |
| 2002.       | 8.325 | 8.527      |
| 2011.       | 9.158 |            |
| 2022.       | 8.967 |            |

| Етнички састав према попису из 2002.‍ | Етнички састав према попису из 2002.‍ | Етнички састав према попису из 2002.‍ | Етнички састав према попису из 2002.‍ | Етнички састав према попису из 2002.‍ |
| ------------------------------------ | ------------------------------------ | ------------------------------------ | ------------------------------------ | ------------------------------------ |
|                                      |                                      |                                      |                                      |                                      |
| Срби                                 | Срби                                 |                                      | 7.705                                | 92,55%                               |
| Роми                                 | Роми                                 |                                      | 81                                   | 0,97%                                |
| Црногорци                            | Црногорци                            |                                      | 76                                   | 0,91%                                |
| Југословени                          | Југословени                          |                                      | 52                                   | 0,62%                                |
| Муслимани                            | Муслимани                            |                                      | 37                                   | 0,44%                                |
| Горанци                              | Горанци                              |                                      | 37                                   | 0,44%                                |
| Хрвати                               | Хрвати                               |                                      | 23                                   | 0,27%                                |
| Македонци                            | Македонци                            |                                      | 22                                   | 0,26%                                |
| Албанци                              | Албанци                              |                                      | 9                                    | 0,10%                                |
| Словенци                             | Словенци                             |                                      | 6                                    | 0,07%                                |
| Мађари                               | Мађари                               |                                      | 6                                    | 0,07%                                |
| Бугари                               | Бугари                               |                                      | 6                                    | 0,07%                                |
| Румуни                               | Румуни                               |                                      | 4                                    | 0,04%                                |
| Немци                                | Немци                                |                                      | 4                                    | 0,04%                                |
| Бошњаци                              | Бошњаци                              |                                      | 4                                    | 0,04%                                |
| Руси                                 | Руси                                 |                                      | 3                                    | 0,03%                                |
| Словаци                              | Словаци                              |                                      | 2                                    | 0,02%                                |
| Чеси                                 | Чеси                                 |                                      | 1                                    | 0,01%                                |
| Русини                               | Русини                               |                                      | 1                                    | 0,01%                                |
| непознато                            | непознато                            |                                      | 122                                  | 1,46%                                |

| Година пописа     | 1948. | 1953. | 1961. | 1971. | 1981. | 1991. | 2002. |
| ----------------- | ----- | ----- | ----- | ----- | ----- | ----- | ----- |
| Број домаћинстава | 657   | 869   | 908   | 1.027 | 1.301 | 1.961 | 2.789 |

| Број чланова      | 1   | 2   | 3   | 4   | 5   | 6   | 7  | 8  | 9 | 10 и више | Просек |
| ----------------- | --- | --- | --- | --- | --- | --- | -- | -- | - | --------- | ------ |
| Број домаћинстава | 620 | 637 | 516 | 549 | 252 | 144 | 41 | 16 | 2 | 12        | 2,98   |

| Пол    | Укупно | Неожењен/Неудата | Ожењен/Удата | Удовац/Удовица | Разведен/Разведена | Непознато |
| ------ | ------ | ---------------- | ------------ | -------------- | ------------------ | --------- |
| Мушки  | 3.518  | 1.100            | 2.108        | 158            | 135                | 17        |
| Женски | 3.568  | 720              | 2.096        | 538            | 199                | 15        |
| УКУПНО | 7.086  | 1.820            | 4.204        | 696            | 334                | 32        |

| Пол    | Укупно                    | Пољопривреда, лов и шумарство | Рибарство                            | Вађење руде и камена | Прерађивачка индустрија       |
| ------ | ------------------------- | ----------------------------- | ------------------------------------ | -------------------- | ----------------------------- |
| Мушки  | 1.593                     | 99                            | 0                                    | 1                    | 403                           |
| Женски | 1.132                     | 56                            | 0                                    | 1                    | 162                           |
| УКУПНО | 2.725                     | 155                           | 0                                    | 2                    | 565                           |
| Пол    | Производња и снабдевање   | Грађевинарство                | Трговина                             | Хотели и ресторани   | Саобраћај, складиштење и везе |
| Мушки  | 65                        | 190                           | 249                                  | 31                   | 226                           |
| Женски | 17                        | 40                            | 222                                  | 40                   | 72                            |
| УКУПНО | 82                        | 230                           | 471                                  | 71                   | 298                           |
| Пол    | Финансијско посредовање   | Некретнине                    | Државна управа и одбрана             | Образовање           | Здравствени и социјални рад   |
| Мушки  | 9                         | 66                            | 87                                   | 33                   | 53                            |
| Женски | 13                        | 51                            | 71                                   | 90                   | 237                           |
| УКУПНО | 22                        | 117                           | 158                                  | 123                  | 290                           |
| Пол    | Остале услужне активности | Приватна домаћинства          | Екстериторијалне организације и тела | Непознато            | Непознато                     |
| Мушки  | 51                        | 1                             | 0                                    | 29                   | 29                            |
| Женски | 40                        | 3                             | 0                                    | 17                   | 17                            |
| УКУПНО | 91                        | 4                             | 0                                    | 46                   | 46                            |

## Галерија
- Аутобуска станица
- Железничка станица
- Натпис на мосту преко Барајевске реке
- Натпис на чесми код моста у Барајеву
- Тројан чесма у центру Барајева посвећена погинулим борцима у ратовима 1912–1918